# Güntzwiesen

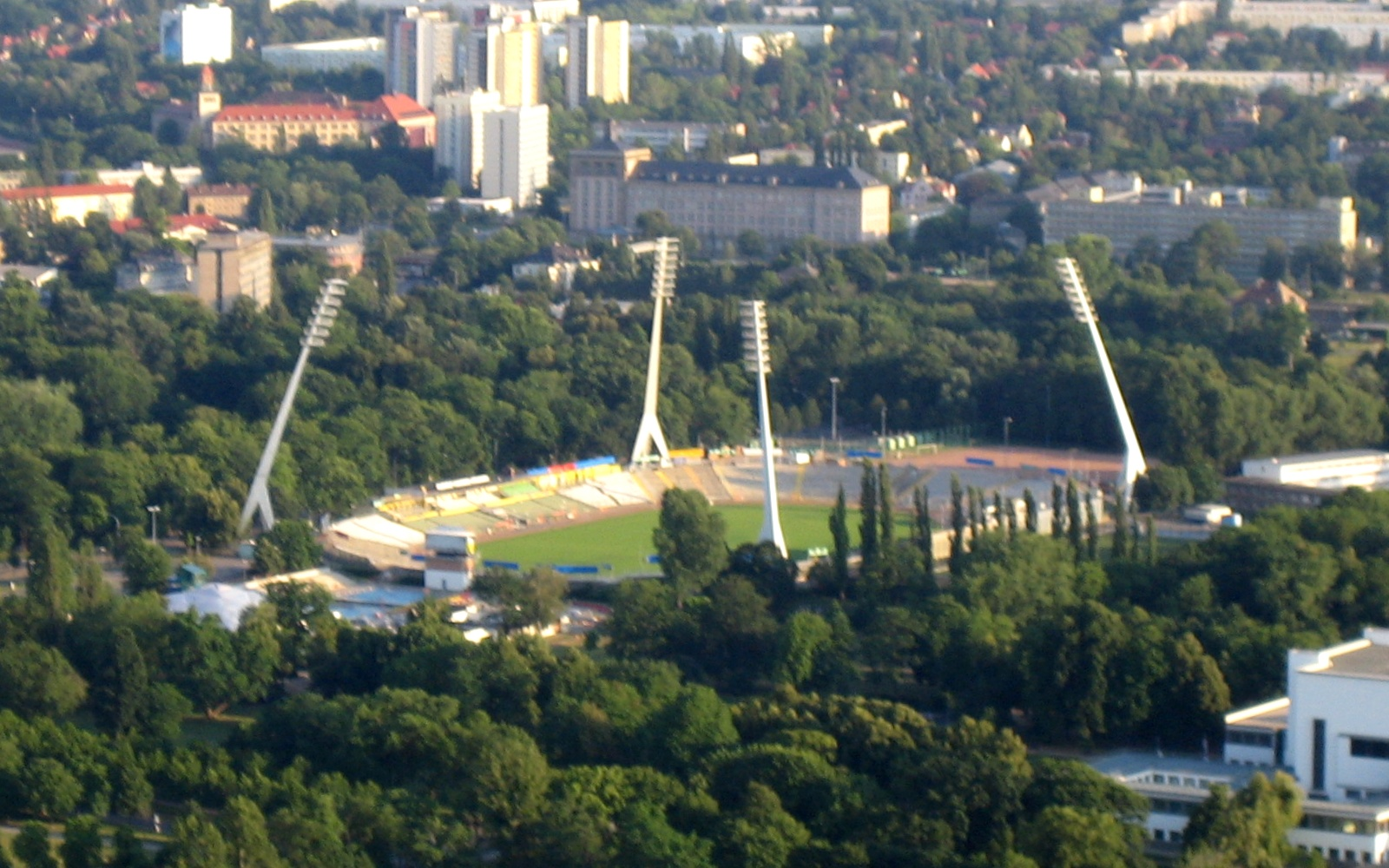
Luftbild mit dem alten Rudolf-Harbig-Stadion, dem Georg-Arnhold-Bad und dem Deutschen Hygiene-Museum (unten rechts)

Die Güntzwiesen sind eine Grünanlage und urbane Freifläche in Dresden. Sie sind der Standort des nach Rudolf Harbig benannten Dresdner Stadions, der Spielstätte der SG Dynamo Dresden. Ihren Namen tragen die Güntzwiesen nach Justus Friedrich Güntz, der 1856 eine Stiftung (Güntzstiftung) ins Leben rief, mit deren Mitteln später unter anderem die Wiesen gestaltet wurden. Deren nördlicher Teil heißt seit 2016 Cockerwiese, nachdem diese Bezeichnung seit Joe Cockers großem Konzert am 2. Juni 1988 bereits umgangssprachlich bestand.

## Lage

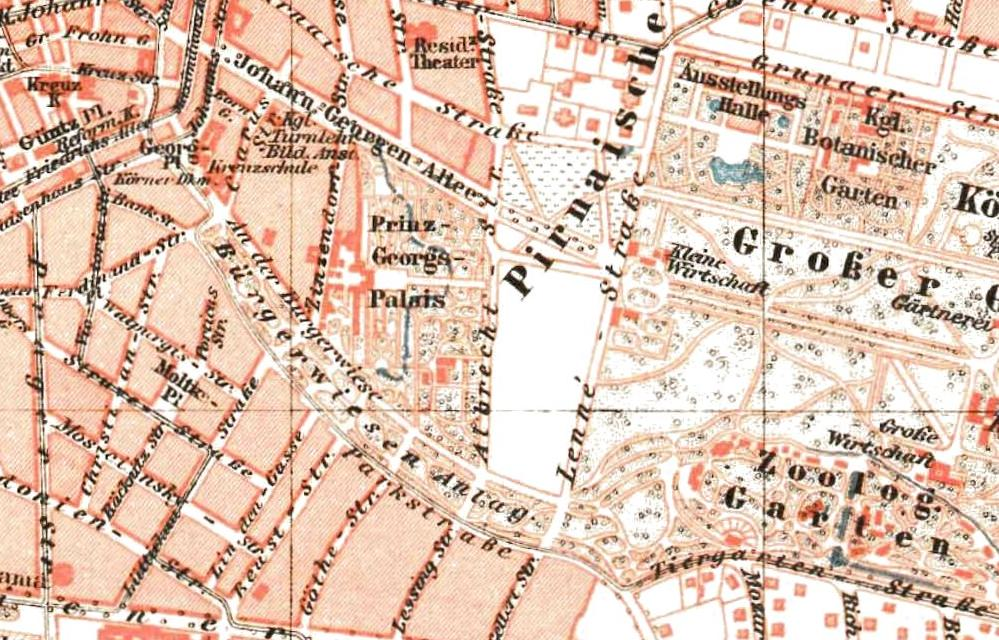
Karte der Güntzwiesen von 1895, die sich zwischen Albrechtstraße (heute Blüherstraße) und Lennéstraße erstrecken

Die Güntzwiesen befinden sich etwa ein Kilometer südöstlich des Altmarkts und liegen nur unweit des historischen Kerns der sächsischen Landeshauptstadt. Sie erstrecken sich noch innerhalb des 26er Rings entlang der Westseite der Lennéstraße. Die westliche Grenze bildet die Blüherstraße. Die Güntzwiesen gehören zur südlichen Pirnaischen Vorstadt und somit zum statistischen Stadtteil Seevorstadt-Ost/Großer Garten, der wiederum Teil des Stadtbezirks Altstadt ist.
An die Güntzwiesen grenzen im Westen der Blüherpark und der Vorplatz des Hygienemuseums, im Süden die Bürgerwiese, im Osten der Große Garten sowie die Gläserne Manufaktur und im Norden die Wohnbebauung der Pirnaischen Vorstadt. In der näheren Umgebung befinden sich außerdem das Rathaus und der ehemalige Kombinatsstammsitz des VEB Robotron. Die Güntzwiesen markieren den Übergang der ursprünglich dicht bebauten Innenstadt in die großen zentrumsnahen Grünflächen des Großen Gartens.

## Geschichte

### Vorgeschichte
Die späteren Güntzwiesen waren über Jahrhunderte ein unbebautes Stück Land vor den Toren der Stadt Dresden. Nachdem ab 1676 für den Kurprinzen und späteren Kurfürsten Johann Georg III. der Große Garten angelegt worden war, lagen sie in der Mitte zwischen der Parkanlage und der Residenzstadt. Als sich die Stadt im frühen 19. Jahrhundert auszubreiten begann, erließ der sächsische König Friedrich August I. im Jahr 1826 aus Gründen des Landschaftsschutzes ein Bauverbot für die Umgebung des Großen Gartens, das Stadterweiterungen in südöstlicher Richtung unterband. Somit blieb dieser Bereich als einziger der Dresdner Vorstädte unbebaut. Trotz der Aufhebung des Bauverbots in den 1860er Jahren konnte das direkte Umland des Großen Gartens, also auch die heutigen Güntzwiesen, noch bis in die 1880er Jahre, als er von der sich ausbreitenden Johannstadt und der Pirnaischen Vorstadt erreicht wurde, von jeglicher Bebauung freigehalten werden.

### Bau der Sportstätten
Noch im 19. Jahrhundert etablierte sich das Gelände dann als Sportstätte und entging dadurch auch weiterhin einer flächendeckenden Bebauung. Bereits im Jahr 1874 trafen sich Engländer, die in größerer Zahl im sogenannten Englischen Viertel in der nahen Seevorstadt wohnten, auf der Wiese vorm Eingangsbereich des Großen Gartens, um unter dem Namen Dresden English Football Club regelmäßig Fußball zu spielen. Im Jahr 1883 wurde auf der Wiese am Großen Garten erstmals ein öffentliches Schau- und Wettturnen ausgerichtet, 1885 dann das VI. Deutsche Turnfest mit knapp 20.000 Teilnehmern. Die Stadt Dresden kaufte bis 1896 noch weitere umliegende Grundstücke, um hier ein zusammenhängendes Sportgelände einzurichten. Im Jahr 1896 wurde schließlich auch erstmals auf dem Gelände des heutigen Stadions ein Sportplatz erwähnt, der gemeinsam mit sieben weiteren Plätzen den Städtischen Festspielplatz bildete. Vorherrschende Sportarten waren damals neben Fußball auch Turnen, Cricket, Radfahren und Tennis. Am 4. Juni 1911 fand auf dem sogenannten „Sportplatz an der Hygieneausstellung“ das Endspiel der deutschen Fußballmeisterschaft 1910/11 statt, das der Berliner TuFC Viktoria 1889 mit 3:1 gegen den VfB Leipzig gewann. Am 10. September 1911 verlor die deutsche Fußballnationalmannschaft auf den Güntzwiesen gegen Österreich das 15. Länderspiel ihrer Geschichte vor 7500 Zuschauern mit 1:2.

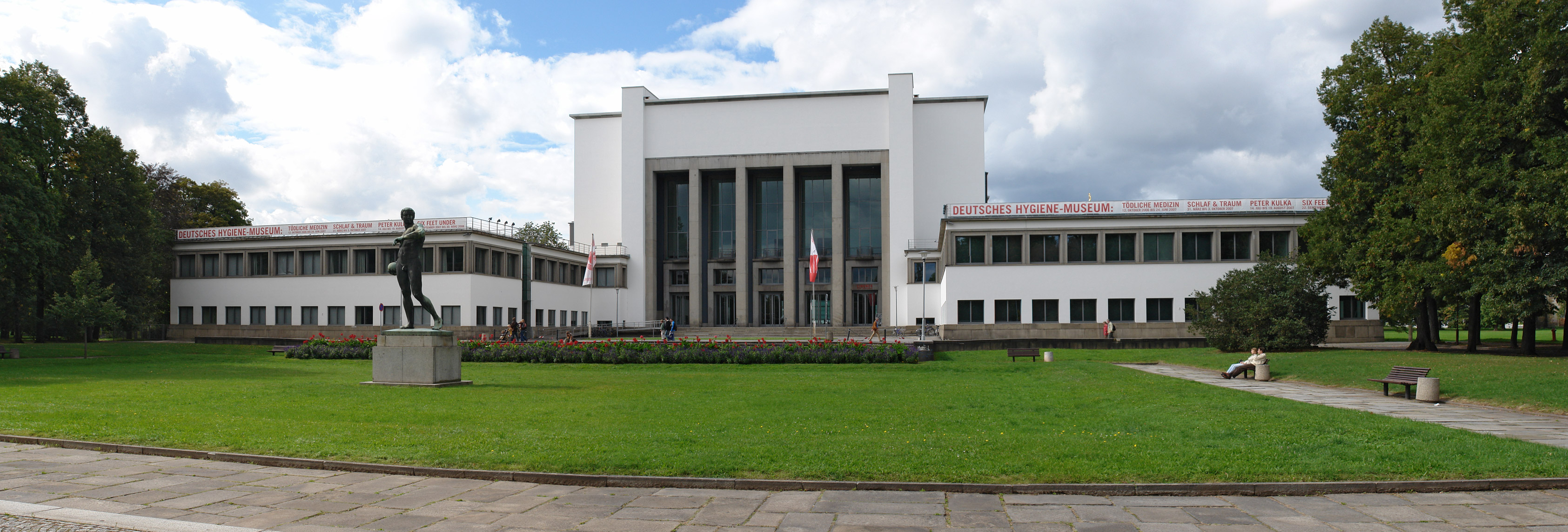
Blick auf das Deutsche Hygiene-Museum. Auf dessen Vorplatz befindet sich seit den 1980ern die von Richard Daniel Fabricius geschaffene Statue Ballwerfer nach dem Vorbild des Kraftsportlers Ewald Redam.

Mit Geldern der Geheimräte und Mäzene Hermann Ilgen und Georg Arnhold wurden die Sportanlagen in den 1920er Jahren ausgebaut. Im Mai 1923 erfolgte zunächst die Einweihung der Ilgen-Kampfbahn, die 24.000 Zuschauern Platz bot. Drei Jahre später eröffnete das Georg-Arnhold-Bad, das 1934 bis 1948 Güntzwiesenbad hieß. An Stelle der im Zweiten Weltkrieg zerstörten Ilgen-Kampfbahn wurde bis 1951 das Rudolf-Harbig-Stadion errichtet. Seither bildet die Stadionanlage den südlichen Abschluss der Güntzwiesen – ihre vier im Volksmund als Giraffen bezeichneten Flutlichtmasten waren von 1969 bis 2008 eine weithin sichtbare Dominante. Der nördlich der Hauptallee gelegene Teil der Flächen blieb auch weiter unbebaut. Er wurde aber ebenfalls als Sportplatz genutzt. Nachdem im Zusammenhang mit der Errichtung des Hygienemuseums die das Gebäude umgebende Gartenanlage umgestaltet und in Blüherpark umbenannt worden war, erhielt die benachbarte Wiese ebenfalls nach Bernhard Blüher, dem Dresdner Oberbürgermeister von 1915 bis 1931, den Namen Blüherwiese.

### Nationalsozialistischer Gauforenplan
Schon wenige Jahre später, nach der Machtergreifung der Nationalsozialisten, wurde die Umgestaltung des Südens der Pirnaischen Vorstadt zum neuen Gauforum für Sachsen geplant, dessen Zentrum im Bereich der Güntzwiesen gelegen hätte. Die Pläne dafür wurden während der Amtszeit des Stadtbaurats Paul Wolf weitgehend von Wilhelm Kreis erarbeitet, dem Architekten des Deutschen Hygiene-Museums, kamen jedoch nicht zur Ausführung. Neben der Monumentalität des Museumsgebäudes, das für propagandistische Zwecke genutzt werden sollte, und den einzigartig langen Sichtachsen, die durch den Großen Garten führten, war ausschlaggebend, dass die Grundstücke sich zum einen in städtischer Hand befanden und zum anderen noch unbebaut waren. Geplant waren unter anderem ein Gauhaus, eine 40.000 Personen fassende Halle am Ort des heutigen Stadions, ein hoher Turm, ein zentraler, nach Adolf Hitler benannter Aufmarschplatz (Adolf-Hitler-Platz) sowie ein Ehrentempel.

### Nutzung für Großveranstaltungen

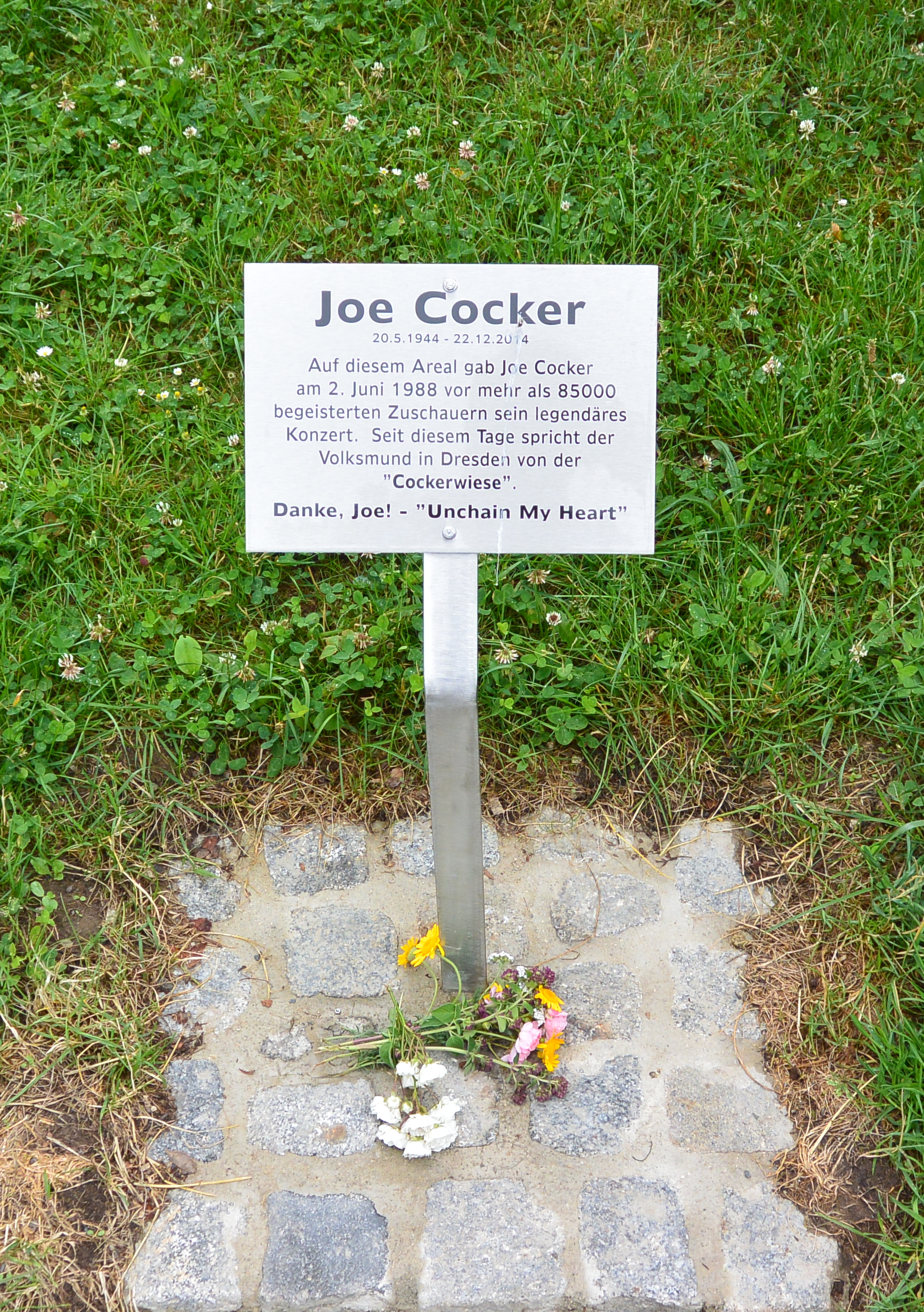
Gedenktafel an der Cockerwiese

Auch in der sich anschließenden Zeit der deutschen Teilung wurde der Bereich um die östliche Lingnerallee nicht bebaut, obwohl eine Erweiterung der Robotron-Kombinatszentrale auf diesen Flächen zeitweise vorgesehen war. Nachdem gegen Ende der 1980er Jahre in der DDR Auftritte westlicher Rockstars zugelassen worden waren, gab Joe Cocker auf der Blüherwiese am 2. Juni 1988 ein Großkonzert vor über 85.000 Menschen. Dabei handelte es sich neben den Berliner Auftritten Bruce Springsteens auf der Radrennbahn Weißensee und Bob Dylans im Treptower Park um eines der größten Rockkonzertereignisse in der Geschichte der DDR. Seither setzte sich für die Blüherwiese im Volksmund der Name Cockerwiese durch und die Stadt Dresden widmete dem 2014 verstorbenen Musiker anlässlich seines 71. Geburtstages im Mai 2015 eine Gedenktafel. Seit einem Stadtratsbeschluss im Januar 2016 trägt die Wiese auch offiziell diesen Namen. Weitere Großkonzerte an dieser Stelle gaben in der Wendezeit Heinz Rudolf Kunze und Herbert Grönemeyer. Am 26. Oktober 1989 nahmen 100.000 Menschen auf der Cockerwiese an einer Demonstration teil und suchten hier den Dialog mit den Verantwortlichen der Stadt.
Im Jahr 1999 fand auf der Cockerwiese die 1. Deutsche Theatermesse statt. Zwischen Mai 2004 und Februar 2008 befand sich hier außerdem das Sea Life Centre, eines der weltweit größten mobilen Meerwasseraquarien. Der Komplex stand zuvor in Dortmund und zog anschließend nach Cuxhaven weiter. An der Lingnerallee findet jeden Freitag ein Wochenmarkt statt. Noch heute finden auf der Cockerwiese gelegentlich Großveranstaltungen statt. Dafür wurden bereits mehrfach für Tagungen große Interimsgebäude errichtet, so zum Beispiel im Dezember 2007 für eine Volkswagen-Managertagung.

### Planung eines neuen Schulstandortes und Wohngebietes
Am 19. Juni 2019 hat der Ausschuss für Stadtentwicklung, Bau, Verkehr und Liegenschaften die Aufstellung eines Bebauungsplans für die Cockerwiese beschlossen. Demnach soll die Fläche der Errichtung einer Grundschule, einer Oberschule und einer Turnhalle sowie im östlichen Bereich der Errichtung von Wohngebäuden dienen.